# Самуель Доріа Медіна
Самуель Хорхе Доріа Медіна Ауза (ісп. Samuel Jorge Doria Medina Auza; нар. 4 грудня 1958, Ла-Пас, Болівія) — болівійський політик і колишній бізнесмен. З 1987 по 2014 рік він був президентом і основним акціонером SOBOCE, найбільшого виробника цементу в Болівії.

## Раннє життя
Медіна народився 4 грудня 1958 року в Ла-Пасі в клініці Virgen de Copacabana на 20-й авеню. Він закінчив середню школу в школі Нуестра Сеньйора де Лухан, школі братів Марії, де в 1976 році став свідком аргентинського державного перевороту в Лухані. Потім він вивчав економіку та бізнес-адміністрування в Католицькому університеті Болівії, а потім отримав ступінь магістра економіки в Університеті штату Аризона в США та ступінь доктора філософії з економіки зі спеціалізацією в державних фінансах у Лондонській школі економіки у Великій Британії. З молодих років він був активним політичним діячем, приєднавшись до Руху революційних лівих (МІР).

## Бізнес
Окрім цементу, Доріа керує готельними мережами та володіє болівійською франшизою Burger King.

## Політика
Він є лідером Фронту національної єдності та представляв партію разом з Карлосом Фернандо Дабдубом Аррієном на президентських виборах у грудні 2005 року. На тих виборах Доріа Медіна посів третє місце, отримавши 7,8 % голосів виборців. Він знову балотувався на виборах 2009 року та здобув 5,65 % голосів. Доріа Медіна знову балотувався на виборах 2014 року; посів друге місце з 25,1 % голосів.
Він прагнув позиціонувати себе та свою партію як помірковану третю силу в болівійській політиці.

## Особисте життя
Медіна одружився з Нідією Монхе Постіго в 1983 році, пара має шістьох дітей.
21 січня 2005 року Медіна подорожував на борту Cessna 208 Caravan, що належав компанії Línea Aérea Amaszonas, який розбився в гірському хребті Уаріколло, поблизу шахти Колькірі. Усі одинадцять пасажирів на борту літака вижили в аварії, хоча багато хто отримав травми.